# Bělogvardějci
Bělogvardějci (rusky: Бе́лая а́рмия, nebo též Белая гва́рдия / Bílí důstojníci, také Bílá armáda, Bílí) byli příslušníci skupin bojujících v Říjnové revoluci a za následné občanské války v letech 1918 až 1920 proti Rudé armádě za obnovení carství. Jedná se o ruské označení vojenských odpůrců bolševické vlády v Rusku. Toto označení vzniklo poměrně záhy po bolševické revoluci v roce 1917 jako protipól názvu krasnogvardějec, tedy rudý gardista, což byly vojenské a polovojenské jednotky ruských revolucionářů. Od roku 1918 byl polooficiálním označením jedné ze stran občanské války, která vypukla v Rusku. Mezi hlavní představitele bělogvardějců patřili admirál A. V. Kolčak, generálové A. I. Děnikin, N. N. Judenič, F. P. Wrangel, kteří se v letech 1918 až 1920 neúspěšně pokoušeli svrhnout nově nastolený bolševický režim. Po roce 1920 se toto označení uchovalo jako označení příslušníků ruského protisovětského exilu.

## Název

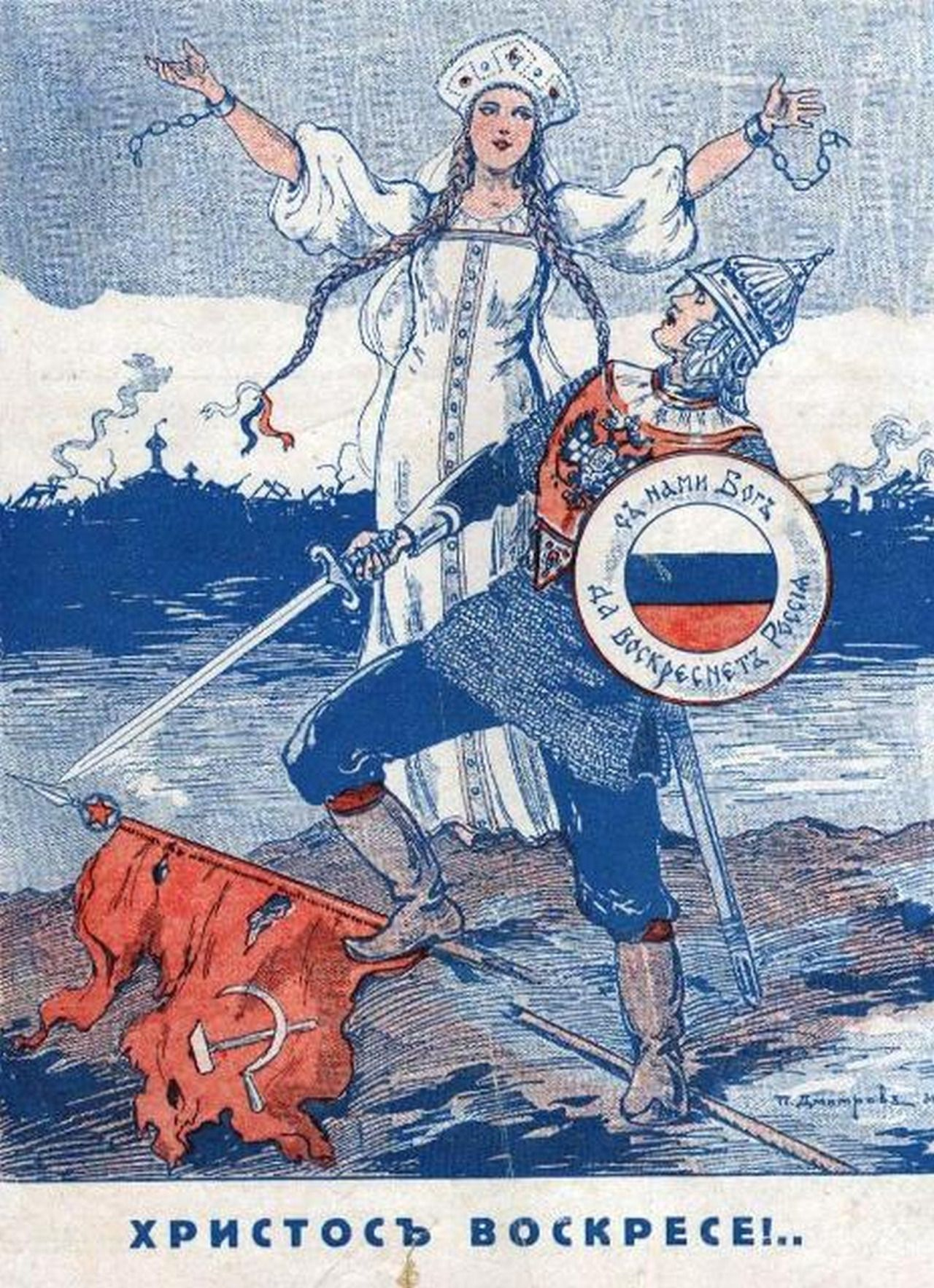
Bělogvardějský antibolševický plakát

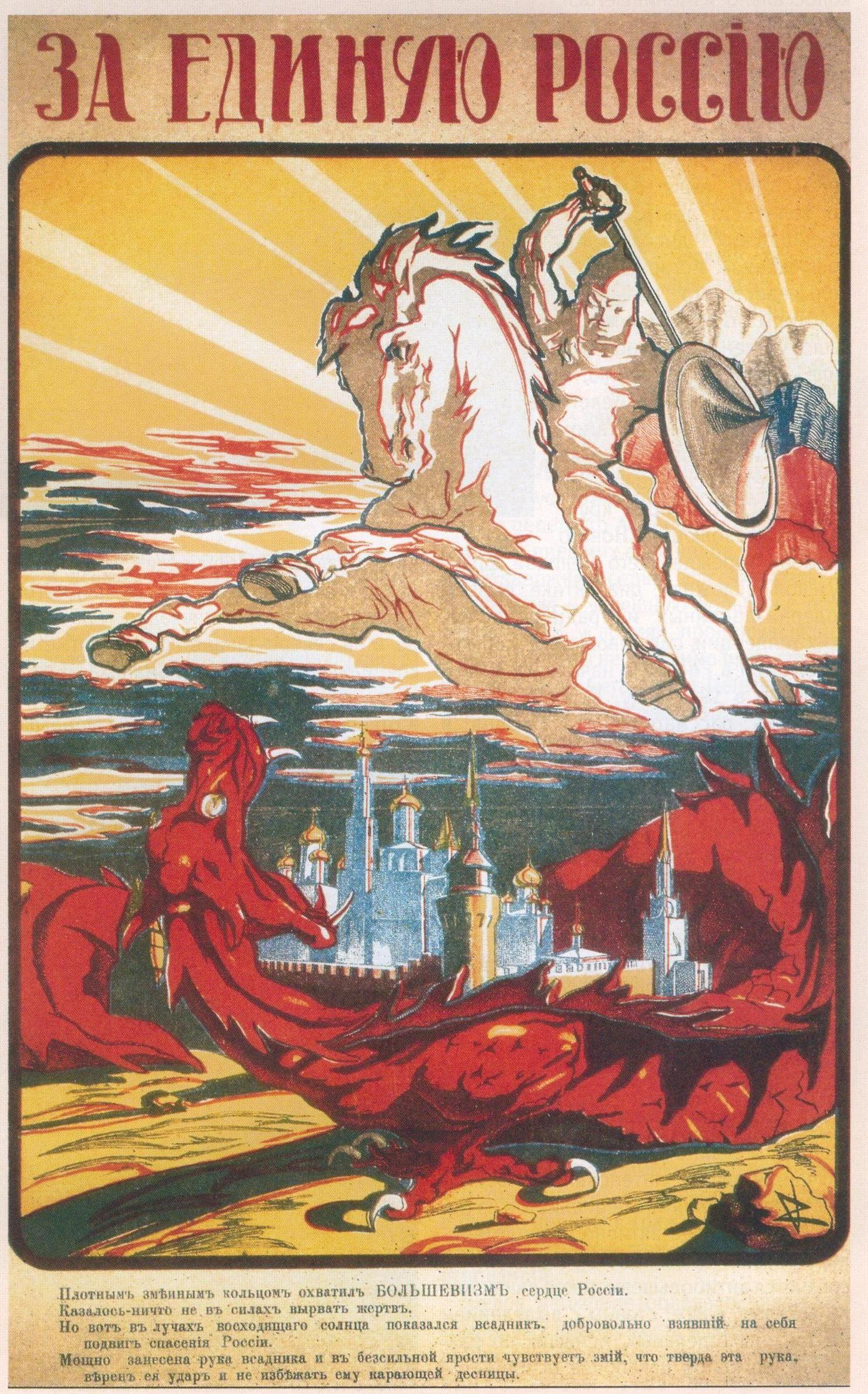
Bělogvardějec – propagandistický leták

O vzniku názvu se vedou spory. Všechny skupiny (armády) bojující v občanské válce se označovaly podle barev (bolševická Rudá armáda, Zelená armáda, prosazující myšlenky ukrajinských separatistů, a anarchistická Černá armáda). Zdá se tedy logické, že nově vzniklá Bílá armáda chtěla prostě navázat na ostatní. Mimo to, slovo „bílý“ vzbuzuje v Rusku monarchistické asociace, protože historický název cara je „bílý car“. Dále slovo „bílý“ asociuje svobodu (ve smyslu feudálním, tj. nepatřící pánovi), protože svobodná půda je v zemi tradičně označována jako „bílá půda“.

## Ideologie
Bílá armáda neexistovala jako jednotné uskupení pod jednotným vedením, Bílá armáda je prostě souhrnné označení všech vojenských protibolševických skupin v tehdejším Rusku. Hlavním cílem bělogvardějců bylo svržení bolševiků a obnovení moci prozatímní demokratické vlády. Většina představitelů se politicky řadila mezi monarchisty, někteří mezi republikánské demokraty, ale hlavní politickou ideou byl vždy odpor proti bolševickému vedení.
Bílá armáda se snažila o vytvoření jednotného Ruska pod monarchistickou, eventuálně konzervativní demokratickou vládou. Musí se zdůraznit, že během války žádný člen carské rodiny nečinil nárok na trůn a na území obsazených Bílými byly uplatňovány zákony prozatímní vlády. Důstojníci většinou byli odpůrci bolševismu, většina řadových vojáků naopak přecházela k bolševikům. K Bílé armádě se také přidali například konzervativní kozáci.

## Vojenské operace
Ruská občanská válka trvala mezi Rudou armádou a bělogvardějci až do roku 1919, v izolovaných oblastech na východě Ruska až do roku 1921. Bílá armáda měla velkou podporu mimo Rusko, kde většinou panoval strach z bolševického režimu. Podporovali ji také obyvatelé separatistických částí Ruska (Sibiř, Ukrajina, Krym).
Hlavní boje Bílé armády:

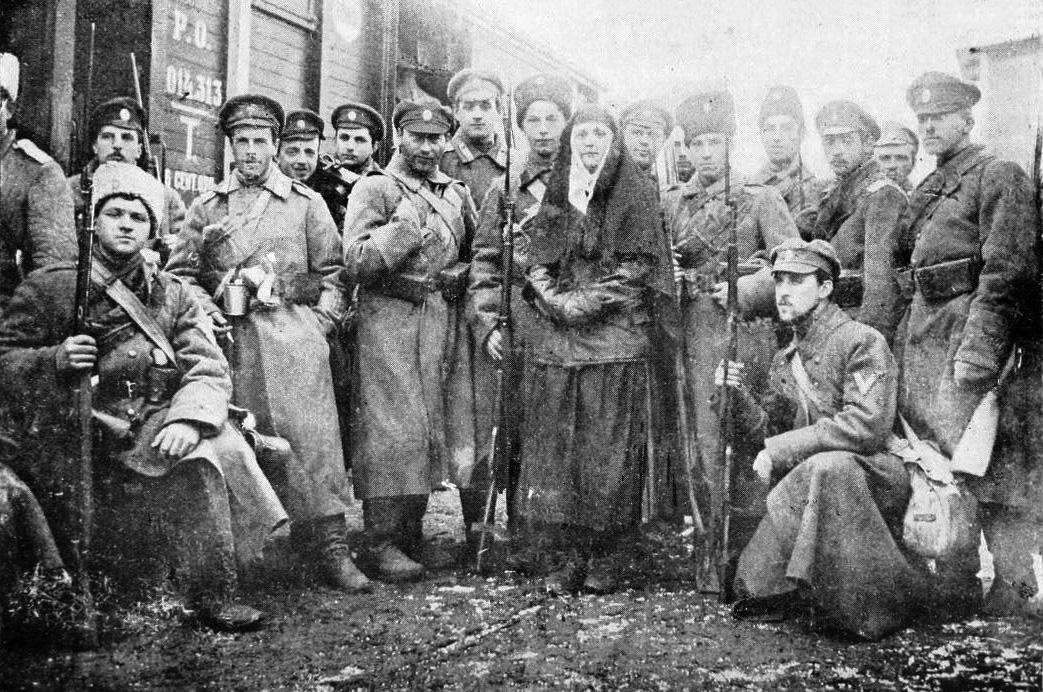
Bělogvardějští vojáci v jižním Rusku, leden 1918

1. Jižní fronta – Boje na jižní frontě začaly v prosinci 1917, kdy generál Kornilov a generál Alexejev pod vedením generála Děnikina založili Ozbrojené síly Jižního Ruska. Na jižní frontě se odehrálo mnoho významných operací a zde byl také nejvíce ohrožen bolševický režim. Ozbrojené síly Jižního Ruska byly založeny na masové podpoře dobrovolníků a také kozáků, protestujících proti komunistickému režimu. Po neúspěchu Děnikinova útoku na Moskvu roku 1919 byly Ozbrojené síly Jižního Ruska přinuceny k masovému ústupu. Na Krymu byla armáda obnovena generálem Wrangelem, byla vytvořena prozatímní vláda (dokonce uznávaná Francií), a nová armáda znovu zaútočila. Tento útok rychle selhal, když polský premiér Józef Piłsudski uzavřel s Ruskem separátní mír a stáhnl polské jednotky podporující bělogvardějce.
2. Sibiřská fronta – Boje na sibiřské frontě začaly na jaře 1918 v ilegálním odbojovém hnutí pravicových důstojníků. Na této frontě byla ve spolupráci s Československými legiemi (kterým bolševici nedovolili opustit Rusko) zahájena velká ofenziva. Tento odpor vedl admirál Kolčak, který byl také předsedou ruské prozatímní vlády. V roce 1919 se udál významný postup, ale v září 1922 byly jednotky zatlačeny zpět na východ. Tyto boje se místy udržely až do roku 1923.
3. Severní a severozápadní fronty – Boje na těchto frontách začaly hned po převzetí moci bolševiky Pjotrem Krasnovem pod vedením generála Judeniče, generála Millera, knížete Livena a dalších. Tyto fronty byly méně jednotné než ostatní, v nichž nebylo tolik problematických dobrodruhů jako generál Bermont-Avalov nebo generál Bułak-Bałachowicz, který formálně vyhlásil válku sousednímu Estonsku. Největším úspěchem těchto bojů byl útok na Petrohrad, bývalé hlavní město Ruska. Ovšem nebyl dobyt díky velení L. D. Trockého nad bolševickou obranou složenou jak z vojáků Rudé armády, tak z petrohradských dobrovolníků.

## Důvody porážky bělogvardějců
- Politická nejednotnost. Rudí byli jednotní, měli vytyčený cíl a měli jednotné velení. Bílé armády byly daleko od sebe, většinou ani nekomunikovaly mezi sebou a často bojovaly za své vlastní cíle.

- Etnická nejednotnost. Populace území obsazeného Rudou armádou na začátku války byla z 90 % tvořena Rusy, zatímco vojenské operace Bílých probíhaly na území, kde žilo velké procento etnických skupin (kozáci, kavkazské národy, pobaltské národy, Ukrajinci, sibiřské národy a jiní). Proruská hesla tak na tyto menšiny nepůsobila.

- Menší počet jednotek. Rudým patřil hned od začátku války střed území bývalého ruského impéria, které bylo nejhustěji osídleno, takže Rudá armáda měla k dispozici daleko větší počet lidí. Když pak probíhaly rozhodující boje koncem roku 1919, měli Rudí k dispozici 3 milióny vojáků a Bílí necelých 250 000.

- Horší výzbroj. Rudá armáda byla mnohem lépe vyzbrojená, protože použila veškerou výzbroj bývalé carské armády. Zbrojní průmysl, který se nacházel v centrálním Rusku, byl pod kontrolou Rudých. Zatímco Bílí byli odkázáni na dodávky zbraní od států Dohody (především Britů).

- Vnitrostátní politická nezkušenost. Rudou armádu vedla civilní vláda. Bílou armádu vedli bývalí generálové carské armády, kteří zároveň byli hlavou civilní vlády pro dobyté území. Bílí generálové neměli zkušenosti s civilní správou, jako vojáci často pohrdali politikou a vytváření politického programu či vydávání zákonů považovali za zbytečné. Bílí tak věnovali pozornost pouze nezbytnému minimu při správě svých území.

- Mezinárodní politická nezkušenost. Bílí generálové zastávali ideu silné nedělitelné Rusi. Během války odmítli uznat nezávislost nově vzniklých států, takže se vedle bojů s Rudými potýkali s armádami pobaltských a zakavkazských států. Ztratili i potenciální spojence, jako byli Finové při Judeničově tažení na Petrohrad či Poláci při bojích na Ukrajině.

## Bělogvardějci po válce
Většina představitelů bělogvardějců po definitivní porážce Bílé armády emigrovala. Největší počet protisovětských Rusů byl v meziválečném období v Bělehradě, Berlíně, Paříži, Charbinu v severovýchodní Číně, Istanbulu a Šanghaji, kde žili až do druhé světové války. V roce 1924 byl v Jugoslávii založen Ruský vševojenský svaz, který sdružoval velitele a vojáky bývalé Bílé armády a politicky působil v meziválečném období na vlády ostatních států v otázce sovětského Ruska. Během druhé světové války se tito emigranti podíleli na vytvoření Ruské osvobozenecké armády a dalších podobných organizací. Po válce se většina z nich přestěhovala do Spojených států.

## Slavní velitelé
- Michail Vasiljevič Alexejev
- Boris Vladimirovič Annenkov
- Alexandr Ivanovič Berezovskij
- Pavel Michajlovič Bermondt-Avaloff
- Stanislav Nikodimovič Bulak-Balachovič
- Anton Ivanovič Děnikin
- Michail Konstantinovič Diterichs
- Alexandr Iljič Dutov
- Radola Gajda
- Petr Vladimir von Glasenapp
- Alexej Nikolajevič Grišin-Almasov
- Nikolaj Judovič Ivanov
- Nikolaj Nikolajevič Judenič
- Alexej Maximovič Kaledin
- Vladimir Oskarovič Kappel
- Alexandr Vasiljevič Kolčak
- Lavr Georgijevič Kornilov
- Pjotr Nikolajevič Krasnov
- Alexandr Pavlovič Kutěpov
- Konstantin Konstantinovič Mamontov
- Jevgenij Karlovič Miller
- Anatolij Nikolajevič Pepeljajev
- Viktor Leonidovič Pokrovskij
- Andrej Grigorjevič Škuro
- Grigorij Michajlovič Semjonov
- Vladimir Sergejevič Tolstov
- Sergej Georgijevič Ulagaj
- Roman Fjodorovič Ungern von Sternberg
- Pjotr Nikolajevič Wrangel